# IRAS 05437+2502
IRAS 05437+2502 – mgławica znajdująca się w konstelacji Byka. Została odkryta w zakresie promieniowania podczerwonego w 1983 roku przez satelitę IRAS.
Mgławica IRAS 05437+2502 utworzona z pyłu międzygwiazdowego posiada zagadkowy kształt odwróconej litery V, która wyznacza jej górną krawędź. W jej środku znajduje się wypełniony ciemnym pyłem mały obszar formowania nowych gwiazd. Na zdjęciach wykonanych teleskopem Hubble’a widoczne są nieznane wcześniej szczegóły mgławicy, jednak w dalszym ciągu nie wiadomo co rozjaśnia IRAS 05437+2502. Według hipotez świecący łuk mgławicy został utworzony przez masywną gwiazdę, która zachowała swoją dużą prędkość i już opuściła mgławicę. Mgławica ta obejmuje na niebie obszar równy 1/18 tarczy Księżyca w pełni.